# نهر كوميت
نهر النجم المذنب

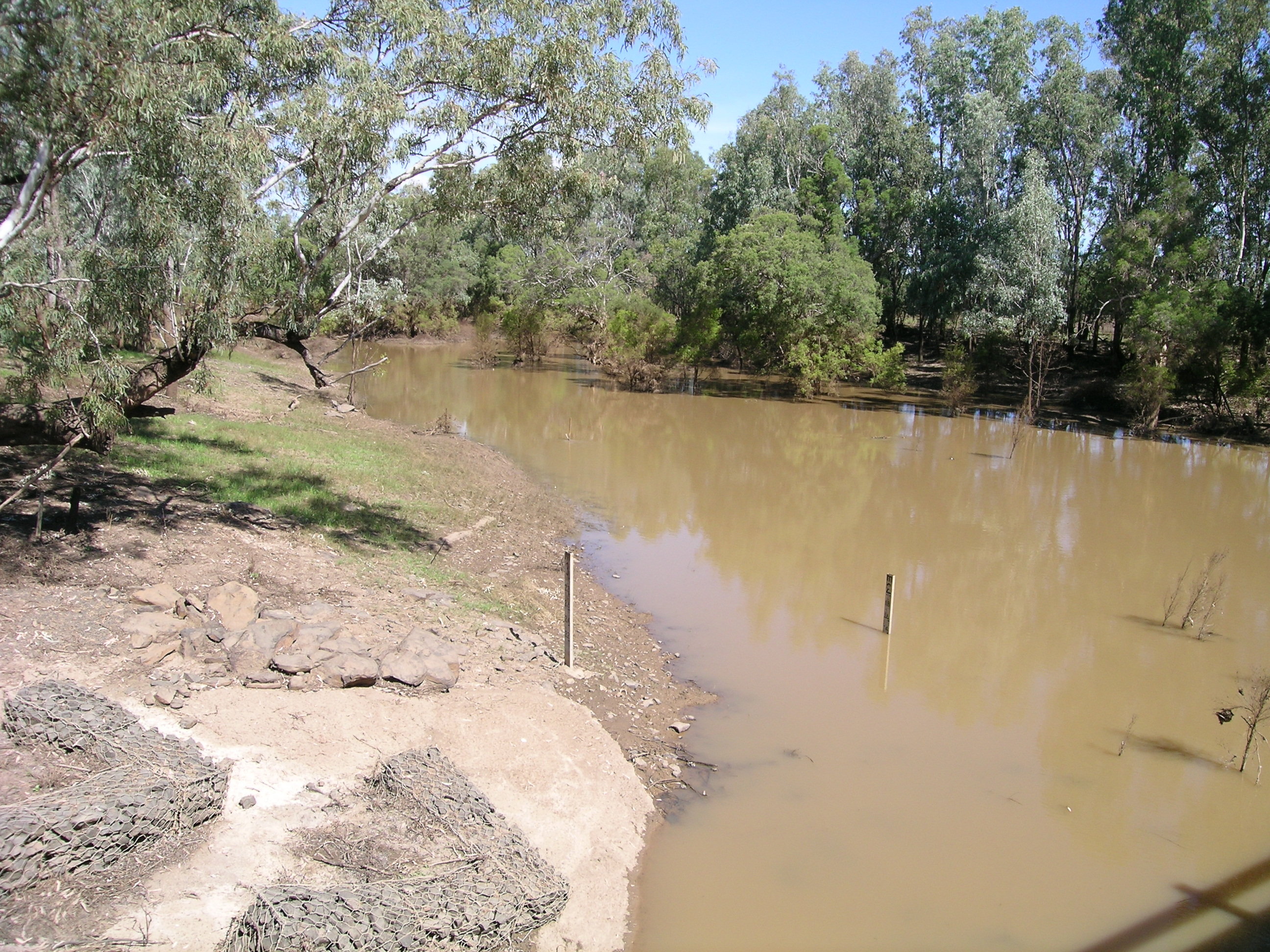
نهر كوميت بجانب روليستون

نهر كوميت بالإنجليزية (Comet River): هو نهر يقع بوسط كوينزلاند بأستراليا, الذي يبدأ من جنوب رولستون Rolleston ثم يعبر شمالاً عبر مدينة كوميت متجهاً للالتقاء مع نهر نوجوا Nogoa, حيث يجتمعان ويعرف كلاهما بنهر ماكنزي Mackenzie, النهر ينبع من شمال حديقة إكسبدشن Expedition الوطنية, نهر براون Brown هو أحد أفرع نهر كوميت، مساحة حوضه 17295 كم2.
المصدر: مترجم Comet River